# Tennistoernooi van Moskou 2015

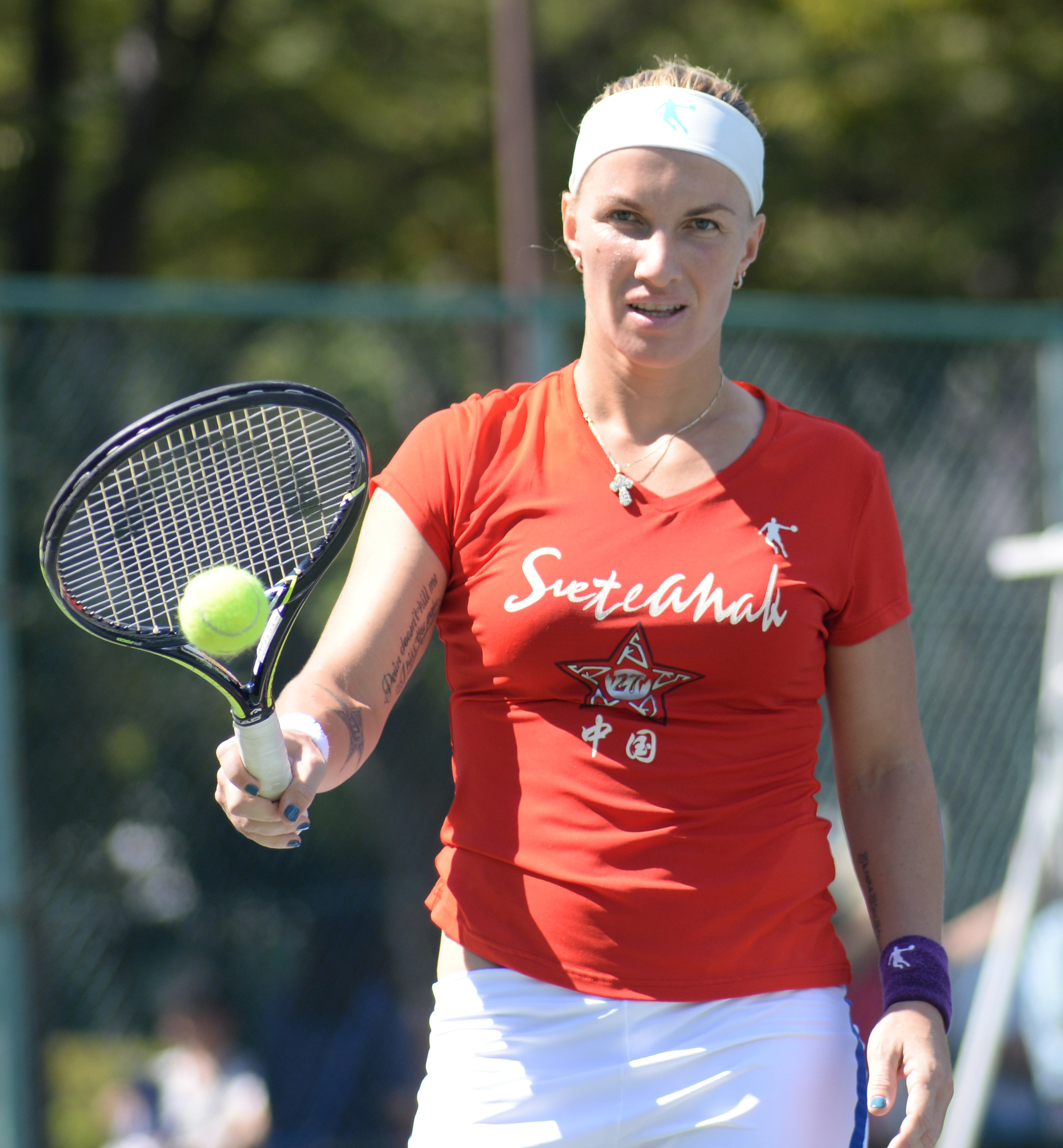
Svetlana Koeznetsova, winnares bij de vrouwen

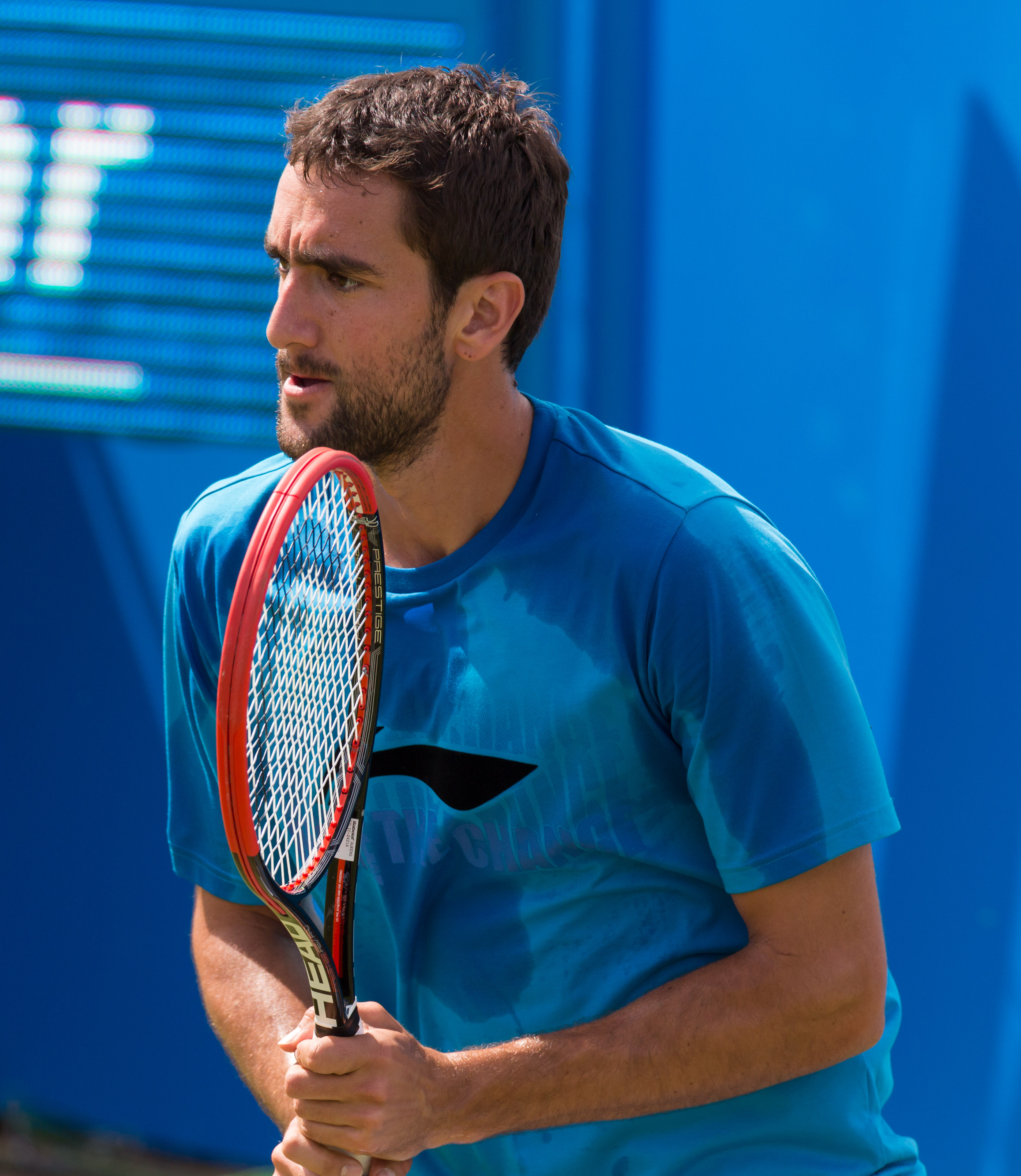
Marin Čilić, winnaar bij de mannen

Het tennistoernooi van Moskou van 2015 werd van 19 tot en met 25 oktober 2015 gespeeld op de hardcourt-binnenbanen van het oude Olympisch stadion Olimpijskij in de Russische hoofdstad Moskou. De officiële naam van het toernooi was Kremlin Cup.
Het toernooi bestond uit twee delen:
- WTA-toernooi van Moskou 2015, het toernooi voor de vrouwen
- ATP-toernooi van Moskou 2015, het toernooi voor de mannen

## Toernooikalender
| Moskou            | oktober 2015 | oktober 2015 | oktober 2015 | oktober 2015 | oktober 2015 | oktober 2015 | oktober 2015 | oktober 2015 |
| Moskou            | maa 19       | din 20       | woe 21       | woe 21       | don 22       | vrĳ 23       | zat 24       | zon 25       |
| ----------------- | ------------ | ------------ | ------------ | ------------ | ------------ | ------------ | ------------ | ------------ |
| vrouwenenkelspel  | 1e ronde     | 1e ronde     | 2e ronde     | 2e ronde     | kwartfinale  | halve finale | finale       |              |
| vrouwendubbelspel | 1e ronde     | 1e ronde     | 2e ronde     | 2e ronde     | halve finale | finale       |              |              |
| mannenenkelspel   | 1e ronde     | 1e ronde     | 1e ronde     | 2e ronde     | 2e ronde     | kwartfinale  | halve finale | finale       |
| mannendubbelspel  | 1e ronde     | 1e ronde     | 1e ronde     | 2e ronde     | 2e ronde     | halve finale | halve finale | finale       |

ATP-toernooi van Moskou – WTA-toernooi van Moskou

1996 · 1997 · 1998 · 1999 · 2000 · 2001 · 2002 · 2003 · 2004 · 2005 · 2006 · 2007 · 2008 · 2009 · 2010 · 2011 · 2012 · 2013 · 2014 · 2015 · 2016 · 2017 · 2018 · 2019 · 2020 · 2021